# نيكو ماركوارت
نيكو ماركوارت هو سياسي ألماني، ولد في 24 مايو 1994 في بوتسدام في ألمانيا. نشط حزبياً في الحزب الديمقراطي الاجتماعي الألماني.